# Marc Bellier
Pour les articles homonymes, voir Bellier.
Marc Bellier, né le 15 novembre 1946, est un acteur québécois. Également actif dans le doublage, il est notamment la voix québécoise de Michael Douglas, Kevin Costner, Bill Murray, Alec Baldwin, Al Pacino, Beau Bridges et une des voix de David Morse et Gary Oldman.

## Biographie
Marc Bellier est diplômé du Conservatoire d'art dramatique de Montréal, promotion 1967.

## Filmographie
- 1970 : Mont-Joye (série télévisée) : Guy Mathieu
- 1973 : And I Love You Dearly : Pierre L'Heureux
- 1973 : La Maîtresse : Pierre L'Heureux
- 1983 : Entre chien et loup (série télévisée)
- 1988 : Olivier et Compagnie : L’Arsouille (voix)
- 1992 : Aladdin : Iago (voix)
- 1996 : Aladdin et le Roi des voleurs : Iago (voix)
- 1999 : Histoire de jouets 2 : Al McWhiggin (voix)
- 2003 : Le Livre de la jungle 2 : Kaa (voix)
- 2005 : Tarzan 2 : Zugor (voix)
- 2007 : Bee Movie : Drôle d'abeille : Lou Duva (voix)
- 2008 : Les Chimpanzés de l'espace : Senateur (voix)
- 2012 : Rebelle : Lord Dingwall (voix)
- 2015 : Hotel Transylvanie 2 : Vlad (voix)
- 2016 : ‘’Chantez !’’ : le maître d’hôtel pingouin (voix)
- 2017 : Lego Batman, le film : Jim Gordon (voix)
- 2018 : Hôtel Transylvanie 3 : Les vacances d'été : Vlad (voix)

## Doublage
Actif dans le monde du doublage depuis la fin des années 1960, Marc Bellier a participé au doublage de séries mythiques comme Star Trek, la série originale (Patrouille du cosmos) et Cosmos 1999 dans le cadre de rôles épisodiques. Il a également doublé un grand nombre d'acteurs en français, tels que Kevin Costner, Bill Murray, Gary Oldman, Brendan Gleeson, David Morse, Oliver Platt, David Hyde Pierce, James Belushi, Michael Douglas, Alec Baldwin, Beau Bridges et Christophe Lambert.
- 2012 : Cartographie des nuages : Capitaine Molyneux, Vivyan Ayrs, Timothy Cavendish (Jim Broadbent)
- 2013 : Le Loup de Wall Street : Max Belfort (Rob Reiner)

### Cinéma
| - Kevin Costner dans : - Le champ des rêves (1989) : Ray Kinsella - Il danse avec les loups (1990) : Lieutenant John Dunbar - JFK (1991) : Jim Garrison - Le garde du corps (1992) : Frank Farmer - Un monde idéal (1993) : Robert <<Butch>> Haynes - Wyatt Earp (1994) : Wyatt Earp - La guerre (1994) : Stephen Simmons - Le pro (1996) : Roy McAvoy - Le facteur (1997) : le facteur - Au-delà du jeu et de l'amour (1999) : Billy Chapel - Une bouteille à la mer (1999) : Garret Blake - Treize jours (2000) : Kenneth O'Donnell, le conseiller spécial du Président - 3000 milles de Graceland (2001) : Thomas - Libellule (2002) : Dr Joe Darrow - L'Ouest sauvage (2003) : Boss Spearman - Une femme en colère (2005) : Denny Davies - La rumeur court… (2005) : Beau Burroughs - Le gardien (2006) : Ben Randall - Monsieur Brooks (2007) : Earl Brooks - Des hommes d'affaires (2011) : Jack Dolan - L'homme d'acier (2013) : Jonathan Kent - Le Repêchage (2014) : Sonny Weaver Jr. - Jack Ryan : Recrue dans l'ombre (2014) : William Harper - Criminal : Un espion dans la tête (2016) : Jericho Stewart - Les Figures de l'ombre (2016) : Al Harrison - Le Grand Jeu (2017) : Larry Bloom - Horizon : Une saga américaine, chapitre 1 (2024) : Hayes Ellison - Alec Baldwin dans : - Glengarry (1992) : Blake - Malice (1993) : Dr Jed Hill - Pearl Harbor (2001) : Lieutenant-colonel James Doolittle - Chats et chiens (2002) : Butch (voix) - Les Folies de Dick et Jane (2005) : Jack McCalister - La Copine de mon ami (2008) : Professeur William Turner - C'est compliqué (2009) : Jake Adler - Ma vie pour la tienne (2009) : Campbell Alexander - L'Ère du rock (2012) : Dennis Dupree - Mission: Impossible - La nation Rogue (2015) : Alan Hunley - Commotion (2015) Dr Julian Bales - Mission : Impossible - Répercussions (2018) : Alan Hunley - Une étoile est née (2018) : lui-même - Famille indigne (2019) : Frank Teagarten | - Michael Douglas dans : - Harcèlement (1994) : Tom Sanders - Un Président américain (1995) : Andrew Shepherd - Meurtre parfait (1998) : Steven Taylor - Traffic (2000) : juge Robert Wakerfield - Un soir au Bar McCool's (2001) : M. Burnmeister - Ne dites rien (2001) : Dr Nathan R. Conrad - Les Beaux-pères (2003) : Steve Tobias - C'est de famille (2003) : Alex Gromberg - Un homme sans exception (2006) : Pete Garrison - Hanté par ses ex (2009) : Oncle Wayne - Wall Street : L'argent ne dort jamais (2010) : Gordon Gekko - Piégée (2012) : Alex Coblenz - Virée à Vegas (2013) : Billy - Ainsi va la vie (2014) : Oren Little - Bill Murray dans : - Comment ça va Bob ? (1990) : Grimm - Le Jour de la marmotte (1993) : Phil Connors - Plus grand que nature (1996) : Jack Corcoran - L'Agent fait l'idiot (1997) : Wallace Ritchie - Osmosis Jones (2001) : Frank Dettore - La Cité perdue (2005) : l'écrivain - La Cité de l'ombre (2008) : le maire Cole - Zombieland (2009) : lui-même - Week-end royal (2012) : Franklin Delano Roosevelt - Les Monuments Men (2014) : Richard Campbell - St. Vincent (2014) : Vincent MacKenna - SOS Fantômes : L'au-delà (2021) : Dr Peter Venkman - Ant-Man et la Guêpe : Quantumania (2023) : Lord Krylar - SOS Fantômes : L'Empire de glace (2024) :Dr Peter Venkman - Gary Oldman dans : - Batman : Le Commencent (2005) : Jim Gordon - Le Chevalier noir (2008) : Jim Gordon - Le Livre d'Élie (2010) : Carnegie - L'Ascension du Chevalier noir (2012) : Jim Gordon - RoboCop (2014) : Dr Dennett Norton - David Morse dans : - Le Bon Fils (1993) : Jack Evans - Rock (1996) : Major Tom Baxter - Piégé (2000) : Edgar Cleenten - Preuve de vie (2000) : Peter Bowman - La Drôle de vie de Timothy Green (2012) : James Green Sr. - Brendan Gleeson dans : - Bleu sombre (2003) : Jack Van Metter - Troie (2004) : Ménélas - Le Refuge (2012) : David Barlow - Ils vivent la nuit (2017) : Thomas Coughlin |

### Jeux vidéo
- 2013 : Assassin's Creed IV: Black Flag : Laureano de Torres y Ayala